# Wykształcenie podstawowe
Ten artykuł należy dopracować:

przedstawiono sytuację tylko z polskiej perspektywy – artykuł powinien być przekrojowy.
Pomóż go poprawić. Na stronie dyskusji mogą znajdywać się pomocne komentarze.
Wykształcenie podstawowe – wykształcenie, które uzyskuje się po ukończeniu szkoły podstawowej lub podstawowego studium zawodowego.
Do roku szkolnego 2018/19 absolwent sześcioklasowej szkoły podstawowej musiał podjąć naukę w gimnazjum, po którym uzyskał wykształcenie gimnazjalne (obecnie 6-klasowe szkoły i 3-letnie gimnazja już nie funkcjonują wskutek reformy polskiego systemu edukacji z 2017 roku).
Osoba, która ukończyła szkołę podstawową ośmioklasową, może podjąć naukę w szkole ponadpodstawowej (dawniej: ponadgimnazjalnej), po której uzyska wykształcenie średnie branżowe lub wykształcenie średnie.